# Jeux de la XXIème olympiade
Jeux de la XXIème olympiade è un film documentario del 1977 sulle Olimpiadi di Montreal 1976 diretto da Jean Beaudin, Marcel Carrière, Georges Dufaux e Jean-Claude Labrecque.

## Trama
Come in molti film ufficiali sui Giochi olimpici, viene dato molto risalto alla sfida nella gara di decathlon. Alle olimpiadi canadesi la sfida è tra lo statunitense Bruce Jenner, detentore del primato del mondo, il sovietico Mykola Avilov e il tedesco dell'Ovest Guido Kratschmer. L'Olimpiade, da sempre, è simbolo di fratellanza tra i popoli e nel film viene quindi messa in risalto la stima reciproca, diremmo quasi amicizia tra i vari contendenti (il fatto di ritrovarsi tre/quattro volte l'anno a gareggiare per due giorni consecutivi in dieci gare a stretto contatto di gomito, non fa altro che favorire i rapporti), seppur sostenuta da una sana rivalità.
Il film, inoltre, ovviamente da largo spazio alle gesta della reginetta dei Giochi, la rumena Nadia Comăneci, dominatrice indiscussa per bravura, grazia e femminilità nella Ginnastica. La perfezione da lei raggiunta in un esercizio, per la prima volta in una manifestazione olimpica, coglie impreparati persino i tabelloni elettronici costretti ad indicare con un 1.00 un suo 10 netto.